# Bojnice
Bojnice (deutsch Weinitz, ungarisch Bajmóc) ist eine kleine Stadt in der Slowakei nahe dem Fluss Nitra, westlich der Stadt Prievidza.

## Allgemeines
Bojnice wurde 1113 zum ersten Mal schriftlich erwähnt. Es gliedert sich in die Stadtteile:
- Bojnice
- Bojnice-kúpele
- Dubnica (1960 eingemeindet)
- Kúty

Bekannt ist Bojnice vor allem für den ältesten Zoo und das meistbesuchte Schloss der Slowakei, Schloss Bojnice. Bedingt durch die Heilquellen ist Bojnice ein Kurort. Das Thermalwasser findet vor allem bei Krankheiten des Bewegungsapparates und Nervenkrankheiten Anwendung. Die eigentliche Stadt liegt unterhalb des auf einem Travertinfelsen errichteten Schlosses.

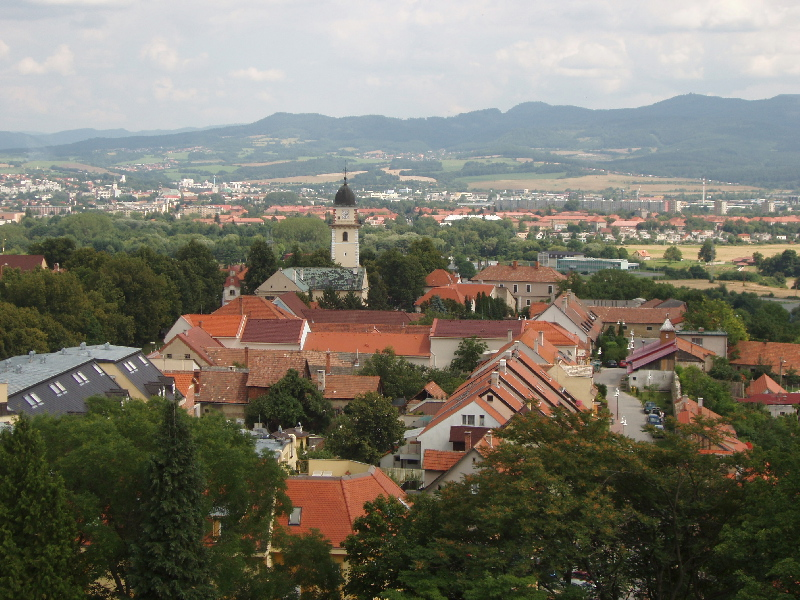
Blick auf Bojnice – im Hintergrund Prievidza
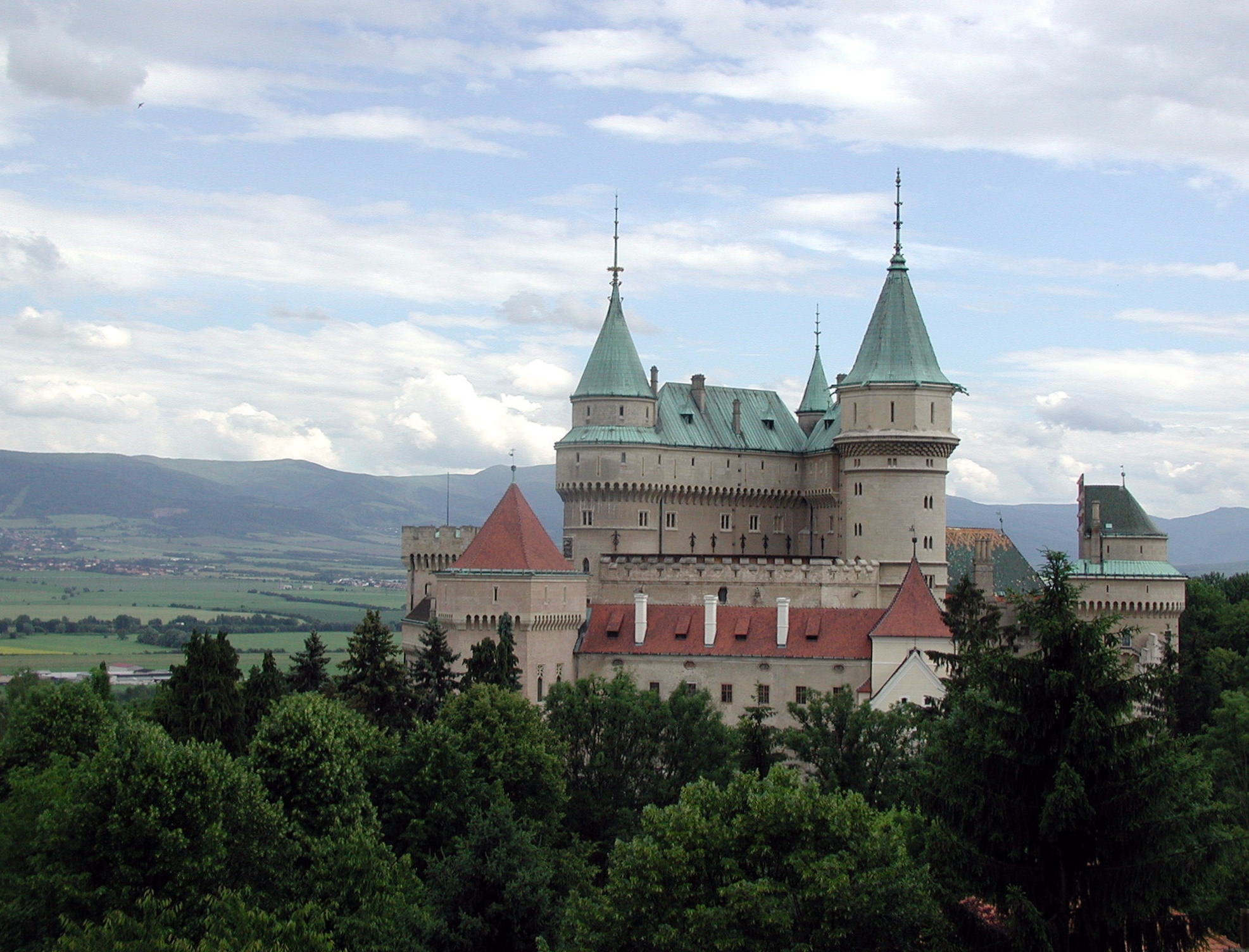
Schloss Bojnice

## Bevölkerung
| Jahr                | 1994 | 2004    | 2014    | 2024    |
| ------------------- | ---- | ------- | ------- | ------- |
| Anzahl der Personen | 4984 | 4996    | 4900    | 5073    |
| Unterschied         |      | +0,24 % | −1,92 % | +3,53 % |

| Jahr                | 2023 | 2024    |
| ------------------- | ---- | ------- |
| Anzahl der Personen | 5013 | 5073    |
| Unterschied         |      | +1,19 % |

## Sehenswürdigkeiten
Siehe: Liste der denkmalgeschützten Objekte in Bojnice

## Städtepartnerschaften
Partnerstädte sind:
- Jeseník
- Bad Krozingen
- Rosta

## Söhne und Töchter der Stadt
- Magdaléna Štrompachová (1919–1988), Malerin, Restauratorin für Gemälde und Skulpturen
- Ludwig Strompach (1923–2009), Maler und Restaurator für Gemälde und Skulpturen
- Yvetta Blanarovičová (* 1963), Schauspielerin
- Dušan Fitzel (* 1963), Fußballspieler und Trainer
- Miloslav Mečíř (* 1964), Tennisspieler
- Juraj Mokrý (* 1975), Volleyballschiedsrichter
- Antonia Liskova (* 1977), Schauspielerin und Model
- Miroslava Federer-Vavrinec (* 1978), ehem. Tennisspielerin und Ehefrau von Roger Federer
- Lýdia Jakubisová (* 1981), Handballspielerin und -trainerin
- Ľuboš Pisár (* 1981), Eishockeyspieler
- Andrej Sekera (* 1986), Eishockeyspieler
- Zuzana Zlochová (* 1990), Tennisspielerin
- Vladimír Kováč (* 1991), Fußballspieler
- Nina Herelová (* 1993), Volleyballspielerin
- Denis Myšák (* 1995), Kanute
- Dominik Javorček (* 2002), Fußballspieler